# 大肚下堡
大肚下堡，是台灣中北部自清治時期至日治初期的一個行政區劃，其範圍包括今臺中市的龍井區南部、大肚區大部分地區及烏日區西部。
大肚下堡西邊瀕臨台灣海峽，北邊為大肚中堡、捒東下堡，東邊為藍興堡，東南邊為貓羅堡，南邊為線東堡、線西堡。

## 管轄街庄
大肚下堡共轄9個庄：
- 今龍井區境內：茄投庄、福頭崙庄、塗葛堀庄
- 今大肚區境內：大肚庄、社腳庄、王田庄、汴仔頭庄
- 今烏日區境內：烏日庄、朥(月胥)庄